# Giacomo Bonaventura
Giacomo 'Jack' Bonaventura (San Severino Marche, 22 augustus 1989) is een Italiaans voetballer die doorgaans als vleugelspeler speelt. Hij tekende in september 2020 bij Fiorentina, dat hem overnam van AC Milan. Bonaventura debuteerde in 2013 in het Italiaans voetbalelftal.

## Clubcarrière
Bonaventura maakte op 4 mei 2008 zijn debuut in het betaald voetbal toen hij het Atalanta Bergamo opnam tegen Livorno. Het duurde daarna tot 9 november 2008 voor hij zijn tweede wedstrijd voor Atalanta speelde, tegen Fiorentina. Bonaventura vertrok op 13 januari 2009 voor zes maanden op huurbasis naar Pergocrema. Dat was op dat moment actief in de Lega Pro. Vijf dagen later scoorde hij bij zijn debuut tegen Sambenedettese. Na vier duels keerde hij terug naar Atalanta. In januari 2010 mocht Bonaventura opnieuw meedoen, tegen Palermo.
Atalanta verhuurde Bonaventura op 1 februari 2010 aan Padova. Hiervoor debuteerde hij op 20 februari 2010 in de Serie B, tegen Triestina. In totaal speelde hij zestien competitiewedstrijden voor Padova. Dat had een aankoopoptie, maar lichtte die niet. Bonaventura keerde terug bij Atalanta om er een contractverlenging tot medio 2015 te ondertekenen. De club was net gedegradeerd uit de Serie A en de nieuwe coach Stefano Colantuono zag een waardevolle speler in hem. Hij maakte zo op 9 november 2010 zijn eerste doelpunt voor Atalanta, tegen Modena. Bonaventura maakte gedurende het seizoen 2010/11 negen doelpunten en droeg onder meer zo bij aan het winnen van het kampioenschap in de Serie B, goed voor promotie. Hij behield ook op het hoogste niveau het vertrouwen van Colantuono en maakte op 11 april 2012 zijn eerste doelpunt in de Serie A, tegen Napoli. Bonaventura stond vanaf seizoen 2012/13 vrijwel iedere speelronde in de basis bij Atalanta. 
Bonaventura tekende in september 2014 een vijfjarig contract bij AC Milan, dat 7 miljoen euro voor hem betaalde aan Atalanta Bergamo. Hier werd hij meteen basisspeler. Dat bleef hij vijf seizoenen. Hij moest in de seizoenen 2016/17 (bovenbeen) en 2018/19 (knie) wel aanzienlijke aantallen wedstrijden missen vanwege blessures. Bonaventura won op 23 december 2016 de Supercoppa met Milan door Juventus te verslaan. Hij was die dag een van de Milanezen die raak schoten in de beslissende strafschoppenserie. Na afloop van het seizoen 2018/19 vertrok Gennaro Gattuso als coach bij AC Milan. Bonaventura was vanaf dat moment niet meer verzekerd van een basisplaats.
Bonaventura verruilde AC Milan in september 2020 transfervrij voor Fiorentina. Hier werd hij weer basisspeler. In die hoedanigheid bereikte hij in 2022/23 de finale van de Confeence League met Fiorentina. Hij maakte in de finale tegen West Ham United in de 67e minuut 1–1. De Engelse ploeg won daarna alsnog (1–2).

## Clubstatistieken
| Seizoen | Club                 | Land            | Competitie | Competitie | Competitie | Beker | Beker | Internationaal | Internationaal | Totaal | Totaal |
| Seizoen | Club                 | Land            | Competitie | Wed.       | Dlp.       | Wed.  | Dlp.  | Wed.           | Dlp.           | Wed.   | Dlp.   |
| ------- | -------------------- | --------------- | ---------- | ---------- | ---------- | ----- | ----- | -------------- | -------------- | ------ | ------ |
| 2007/08 | Atalanta Bergamo     | Vlag van Italië | Serie A    | 1          | 0          | 0     | 0     | —              | —              | 1      | 0      |
| 2008/09 | Atalanta Bergamo     | Vlag van Italië | Serie A    | 1          | 0          | 0     | 0     | —              | —              | 0      | 0      |
| 2008/09 | → US Pergocrema 1932 | Vlag van Italië | Serie C    | 4          | 1          | 0     | 0     | —              | —              | 4      | 1      |
| 2009/10 | Atalanta Bergamo     | Vlag van Italië | Serie A    | 1          | 0          | 0     | 0     | —              | —              | 1      | 0      |
| 2009/10 | → Calcio Padova      | Vlag van Italië | Serie B    | 16         | 0          | 0     | 0     | —              | —              | 16     | 0      |
| 2010/11 | Atalanta Bergamo     | Vlag van Italië | Serie B    | 31         | 9          | 2     | 0     | —              | —              | 33     | 9      |
| 2011/12 | Atalanta Bergamo     | Vlag van Italië | Serie A    | 29         | 2          | 1     | 0     | —              | —              | 30     | 2      |
| 2012/13 | Atalanta Bergamo     | Vlag van Italië | Serie A    | 35         | 7          | 1     | 1     | —              | —              | 36     | 8      |
| 2013/14 | Atalanta Bergamo     | Vlag van Italië | Serie A    | 31         | 5          | 0     | 0     | —              | —              | 31     | 5      |
| 2014/15 | Atalanta Bergamo     | Vlag van Italië | Serie A    | 1          | 0          | 1     | 0     | —              | —              | 2      | 0      |
| 2014/15 | AC Milan             | Vlag van Italië | Serie A    | 33         | 7          | 1     | 0     | —              | —              | 34     | 7      |
| 2015/16 | AC Milan             | Vlag van Italië | Serie A    | 33         | 6          | 6     | 1     | —              | —              | 39     | 7      |
| 2016/17 | AC Milan             | Vlag van Italië | Serie A    | 19         | 3          | 2     | 1     | —              | —              | 21     | 4      |
| 2017/18 | AC Milan             | Vlag van Italië | Serie A    | 33         | 8          | 5     | 0     | 9              | 1              | 47     | 9      |
| 2018/19 | AC Milan             | Vlag van Italië | Serie A    | 8          | 3          | 0     | 0     | 2              | 0              | 10     | 3      |
| 2019/20 | AC Milan             | Vlag van Italië | Serie A    | 29         | 3          | 3     | 1     | —              | —              | 32     | 4      |
| 2020/21 | Fiorentina           | Vlag van Italië | Serie A    | 34         | 3          | 1     | 0     | —              | —              | 35     | 3      |
| 2021/22 | Fiorentina           | Vlag van Italië | Serie A    | 31         | 4          | 4     | 0     | —              | —              | 35     | 4      |
| 2022/23 | Fiorentina           | Vlag van Italië | Serie A    | 30         | 5          | 4     | 0     | 15             | 2              | 49     | 7      |
| 2023/24 | Fiorentina           | Vlag van Italië | Serie A    | 8          | 4          | 0     | 0     | 3              | 0              | 11     | 4      |
| Totaal  | Totaal               | Totaal          | Totaal     | 408        | 70         | 31    | 4     | 29             | 3              | 468    | 77     |

## Interlandcarrière
Onder leiding van bondscoach Cesare Prandelli maakte Bonaventura zijn debuut in het Italiaans voetbalelftal op vrijdag 31 mei 2013 in een vriendschappelijke interland tegen San Marino (4–0) in Bologna. Hij moest in dat duel na 50 minuten plaatsmaken voor de andere debutant, Marco Sau van Cagliari. Op 23 mei 2016 werd Bonaventura opgenomen in de voorselectie voor het Europees kampioenschap voetbal 2016 in Frankrijk, zonder in de anderhalf jaar daarvoor in het nationaal elftal gespeeld te hebben.

## Erelijst
| Competitie       |                  |                  |                  |                  |
| Competitie       | Aantal           | Jaren            |                  |                  |
| Atalanta Bergamo | Atalanta Bergamo | Atalanta Bergamo | Atalanta Bergamo | Atalanta Bergamo |
| ---------------- | ---------------- | ---------------- | ---------------- | ---------------- |
| Kampioen Serie B | 1x               | 2010/11          |                  |                  |
| AC Milan         |                  |                  |                  |                  |
| Supercoppa       | 1x               | 2016             |                  |                  |

1 Terracciano ·
2 Dodô ·
3 Biraghi  ·
4 Bove ·
5 Pongračić ·
6 Ranieri ·
7 Sottil ·
8 Mandragora ·
9 Beltrán ·
10 Guðmundsson ·
11 Ikoné ·
15 Comuzzo ·
17 Zaniolo ·
20 Kean ·
21 Gosens ·
22 Moreno ·
23 Colpani ·
24 Richardson ·
28 Martínez Quarta ·
29 Adli ·
30 Martinelli ·
32 Cataldi ·
33 Kayode ·
43 De Gea ·
53 Christensen ·
65 Parisi ·
99 Kouamé ·
Coach: Palladino
· Assistent-coach: Peluso